# Ундюлюнг
Ундюлюнг (Юндюлюн) (якут. Үндүлүҥ) — река в России, протекает по Якутии. Правый приток Лены.
Длина реки — около 414 км. Площадь водосборного бассейна — 12 800 км². Берёт начало на хребте Орулган (система Верхоянского хребта). В верховьях — горная порожистая река, в низовьях протекает по Центральноякутской равнине. Впадает в реку Лена справа на расстоянии 820 км от её устья, в устье разбивается на 2 рукава.
Питание реки происходит в основном за счёт таяния снега и летних дождей. Замерзает в октябре, вскрывается в мае. Характерны летние дождевые паводки.